# Communauté d'agglomération du Lac du Bourget
Pour les articles homonymes, voir Le Bourget et Bourget.
La communauté d'agglomération du Lac du Bourget (CALB) est une ancienne communauté d'agglomération française, située dans le département de la Savoie en région Auvergne-Rhône-Alpes. Depuis 2015, elle portait également la dénomination Grand Lac. 

## Historique
Créé en 1954, le syndicat intercommunal du lac du Bourget (SILB) devient une communauté de communes le 8 octobre 2001, puis le 1er janvier 2007 une communauté d'agglomération appelée « Grand Lac » à partir de 2015.
Le 1er janvier 2017, la CALB fusionne avec les communautés de communes du canton d'Albens et de Chautagne pour former Grand Lac.

## Territoire communautaire

### Géographie
La communauté d'agglomération se situait au nord-ouest du département de la Savoie, entre la chaîne de l'Épine et le massif des Bauges, certaines communes faisant partie du parc naturel régional des Bauges. Elle s'étendait sur la partie sud et est du lac du Bourget. Son altitude variait entre 224 mètres à Aix-les-Bains et 1 563 mètres sur les communes de Montcel et de Trévignin, point culminant du mont Revard.

### Composition
La communauté d'agglomération regroupait les dix-sept communes suivantes :
| Nom                         | Code Insee | Gentilé          | Superficie (km2) | Population (dernière pop. légale) | Densité (hab./km2) |
| --------------------------- | ---------- | ---------------- | ---------------- | --------------------------------- | ------------------ |
| Aix-les-Bains (siège)       | 73008      | Aixois           | 12,62            | 30 291 (2014)                     | 2 400              |
| Bourdeau                    | 73050      | Bourdelais       | 4,83             | 544 (2014)                        | 113                |
| Le Bourget-du-Lac           | 73051      | Bourgetains      | 20,05            | 4 486 (2014)                      | 224                |
| Brison-Saint-Innocent       | 73059      | Saintinois       | 8,75             | 2 132 (2014)                      | 244                |
| La Chapelle-du-Mont-du-Chat | 73076      | Monchatons       | 7,08             | 247 (2014)                        | 35                 |
| Drumettaz-Clarafond         | 73103      | Drumettans       | 11,38            | 2 593 (2014)                      | 228                |
| Grésy-sur-Aix               | 73128      | Grésiliens       | 12,73            | 4 416 (2014)                      | 347                |
| Ontex                       | 73193      | Ontexois         | 4,62             | 91 (2014)                         | 20                 |
| Méry                        | 73155      | Mérolains        | 9,07             | 1 605 (2014)                      | 177                |
| Montcel                     | 73164      | Montcellois      | 15,23            | 954 (2014)                        | 63                 |
| Mouxy                       | 73182      | Moussards        | 6,28             | 2 254 (2014)                      | 359                |
| Pugny-Chatenod              | 73208      | Pugnerains       | 5,36             | 968 (2014)                        | 181                |
| Saint-Offenge               | 73263      | Saint-Offengeois | 15,63            | 1 005 (2014)                      | 64                 |
| Tresserve                   | 73300      | Tresserviens     | 2,77             | 3 098 (2014)                      | 1 118              |
| Trévignin                   | 73301      | Trévignerains    | 6,89             | 772 (2014)                        | 112                |
| Viviers-du-Lac              | 73328      | Vivierains       | 3,94             | 2 180 (2014)                      | 553                |
| Voglans                     | 73329      | Voglanais        | 4,62             | 1 818 (2014)                      | 394                |

### Population
| 1968   | 1975   | 1982   | 1990   | 1999   | 2010   | 2012   | 2013   |
| ------ | ------ | ------ | ------ | ------ | ------ | ------ | ------ |
| 31 469 | 33 926 | 37 391 | 42 864 | 48 363 | 55 391 | 57 314 | 58 567 |

### Pyramide des âges
| Hommes | Classe d’âge | Femmes |
| ------ | ------------ | ------ |
| 0,4    | 90 ans ou +  | 1,4    |
| 7,2    | 75 à 89 ans  | 10,6   |
| 15,3   | 60 à 74 ans  | 17,0   |
| 20,7   | 45 à 59 ans  | 20,5   |
| 19,6   | 30 à 44 ans  | 19,2   |
| 18,5   | 15 à 29 ans  | 15,8   |
| 18,2   | 0 à 14 ans   | 15,6   |

| Hommes | Classe d’âge | Femmes |
| ------ | ------------ | ------ |
| 0,3    | 90 ans ou +  | 1,1    |
| 6,1    | 75 à 89 ans  | 9,4    |
| 13,0   | 60 à 74 ans  | 14,1   |
| 21,1   | 45 à 59 ans  | 20,4   |
| 21,5   | 30 à 44 ans  | 20,6   |
| 18,8   | 15 à 29 ans  | 16,9   |
| 19,2   | 0 à 14 ans   | 17,5   |

## Organisation

### Siège
La communauté d'agglomération avait son siège à Aix-les-Bains, 1500 boulevard Lepic.

### Élus
La communauté d'agglomération était administrée par un conseil communautaire, composé selon un arrêté préfectoral du 31 mars 2016 à la suite de l'élection municipale partielle de Mouxy, de 58 conseillers (contre 76 auparavant pour la mandature 2014-2016), qui étaient des conseillers municipaux représentant chaque commune membre, réparti essentiellement en fonction de la population des communes concernées, à raison de :
- 26 sièges pour Aix-les-Bains ;
- 5 sièges pour Le Bourget-du-Lac ;
- 4 sièges pour Grésy-sur-Aix ;
- 3 sièges pour Drumettaz-Clarafond et Tresserve ;
- 2 sièges pour Brison-Saint-Innocent, Méry, Mouxy, Viviers-du-Lac et Voglans ;
- 1 siège pour Bourdeau, Brison-Saint-Innocent, La Chapelle-du-Mont-du-Chat, Montcel, Ontex, Pugny-Chatenod, Saint-Offenge et Trévignin.

Tendances politiques des communes après les élections de 2014 ainsi que la création de la commune nouvelle de Saint-Offenge
Les communes ayant plus de deux délégués les désignent à la représentation proportionnelle : certains mandats de délégués communautaires y sont détenus par des membres de l'opposition municipale.
| Commune                     | Maire                      | Nuance politique | Nuance politique |
| --------------------------- | -------------------------- | ---------------- | ---------------- |
| Aix-les-Bains               | Dominique Dord             |                  | LR               |
| Bourdeau                    | Jean-Marc Drivet           |                  | SE               |
| Le Bourget-du-Lac           | Marie-Pierre François      |                  | DVD              |
| Brison-Saint-Innocent       | Jean-Claude Croze          |                  | SE               |
| La Chapelle-du-Mont-du-Chat | Nicole Falcetta            |                  | SE               |
| Drumettaz-Clarafond         | Nicolas Jacquier           |                  | SE               |
| Grésy-sur-Aix               | Robert Clerc               |                  | DVD              |
| Ontex                       | Jacques Curtillet          |                  | SE               |
| Méry                        | Eudes Bouvier              |                  | SE               |
| Le Montcel                  | Jean-Christophe Eichenlaub |                  | SE               |
| Mouxy                       | Gabrielle Koehren          |                  | SE               |
| Pugny-Chatenod              | Jean-Guy Massonnat         |                  | SE               |
| Saint-Offenge               | Bernard Gelloz             |                  | SE               |
| Tresserve                   | Jean-Claude Loiseau        |                  | LR               |
| Trévignin                   | Gérard Gonthier            |                  | SE               |
| Viviers-du-Lac              | Robert Aguettaz            |                  | SE               |
| Voglans                     | Yves Mercier               |                  | SE               |

### Liste des présidents
| Période                                  | Période          | Identité            | Étiquette | Qualité |
| ---------------------------------------- | ---------------- | ------------------- | --------- | --- |
| Les données manquantes sont à compléter. |                  |                     |           | |
| 1995                                     | 2008             | André Quay-Thevenon | SE        | Maire de Drumettaz-Clarafond (1995-2008)                                                                    |
| avril 2008                               | 31 décembre 2016 | M. Dominique Dord   | LR        | Maire d'Aix-les-Bains (2001 → ) Député de la Savoie (1re circ.) (1997-2017) Réélu pour le mandat 2014-2020, |

### Compétences
La communauté d'agglomération exerce les compétences que lui ont transférées les communes membres, dans les conditions définies par le Code général des collectivités territoriales. Il s'agit de :
- Déchets
- Eau et assainissement
- Économie : Zones d'activités industrielle, commerciale, tertiaire, artisanale et touristique (Bourget-du-Lac - Savoie Technolac et Viviers-du-Lac)
- Tourisme avec le lac (ses ports et ses plages), l'aquarium d'Aix-les-Bains, le mont Revard et les randonnées (voir Forêt de Corsuet)
- Urbanisme et foncier
- Les transports en commun d'Aix-les-Bains, nommés commercialement Ondéa.

### Régime fiscal et budget
Comme toutes les communautés d'agglomération, Grand Lac est financée par la fiscalité professionnelle unique (FPU), qui a succédé a la Taxe professionnelle unique (TPU), et qui assure une péréquation fiscale entre les communes regroupant de nombreuses entreprises et les communes résidentielles.

### Identité visuelle
Jusqu'en 2015
| Logotype de la Communauté d'agglomération du Lac du Bourget. | La Communauté d'agglomération du Lac du Bourget s’est dotée d’un logotype. |

Depuis 2015
| Logotype de Grand Lac. | Nouveau logo de la communauté d'agglomération à la suite de la mise en place de la dénomination de communication « Grand Lac » en 2015. |

## Pour approfondir